# 米科·埃斯科
米科·埃斯科（芬蘭語：Mikko Esko；1978年9月3日—）是一位芬蘭排球運動員。他現在效力於土耳其排球聯賽球隊安卡拉銀行。他也代表芬蘭國家男子排球隊參賽。